# Тималк
Тималк је личност из грчке митологије.

## Етимологија
Његово име има значење „поштована снага“.

## Митологија
Према Паусанији, Тималк је био старији син Мегареја, који је умро пре свог оца и тако није наследио престо Мегаре. Заправо, убио га је Тезеј у Афидни, када се придружио Диоскурима у освајању Атике. Међутим, према неким ауторима, то није могло тако да се деси. Његова гробница је била градска већница у Мегари.